# Fernando Teixeira

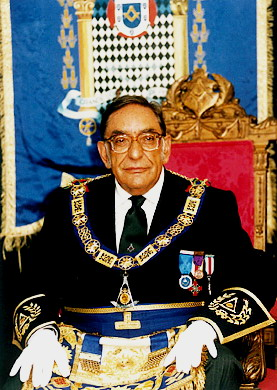
Fernando Teixeira Grão-Mestre da GLRP

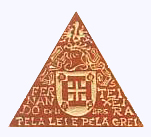
Ex-Líbris de Fernando Teixeira

Fernando Paes Coelho Teixeira (1927–1997) foi um médico e maçom português. Foi o fundador da Grande Loja Regular de Portugal - GLRP. 
Em 1989, é designado Grão-Mestre do Distrito de Portugal da Grande Loja Nacional Francesa, passo fundamental para, em 1991, a Grande Loja Regular de Portugal ser reconhecida internacionalmente e Fernando Teixeira o seu Grão-Mestre.

## Biografia
Licenciou-se em Medicina em 1953, tornou-se especialista em análises clínicas em 1955. De 1955 a 1963 dirigiu, na qualidade de Chefe de Laboratório da Faculdade de Medicina de Lisboa, o Laboratório de Investigação Científica da cadeira de Pediatria. Foi encarregado pela Junta de Energia Nuclear para: "montar, em 1962, e dirigir a Unidade Laboratorial de protecção contra-radiações"~organizar, em 1967, o serviço de Biologia, cargo que manteve até 1973. Organizou a Unidade Laboratorial do Centro de Reanimação do Hospital do Rego. Integrou o:"International Board da Federação Internacional de Química Clínica, em representação da Sociedade Portuguesa de Química Clínica e da Sociedade Portuguesa de Bioquímica "Comitê Internacional para Estudo e Conservação de Alimentos por Radiações Ionizantes.
Fundou e foi Director Técnico da Clínica de Diagnósticos Dr. Fernando Teixeira (Laboratório privado de análises clínicas).

## Estudos
- Mestrado de Sociologia (defendeu tese sobre aspectos culturais relacionados com o Touro Bravo).
- Pós-Graduação em Sociologia das Religiões.
- Professor Catedrático convidado da Universidade Independente de Lisboa e Vice-Presidente do Conselho Directivo.
- Entre 1947 e 1951, trabalhou na Rádio Renascença, como produtor de programas, pertencendo-lhe a autoria do primeiro programa da Rádio Portuguesa dedicado ao Teatro Lírico ("Ópera para Todos").- Portugal, cronista, tendo escrito nos jornais: Dia; 10 de Junho; A Tarde; O Diabo; Semanário e Diário Notícias; colaborador da revista "Taurologia" e escritor convidado da revista "Clarim Taurino"; director da revista "Novo Burladero", de 1980 a 1984.
- Deu um curso de taurologia em 1990, a convite do Centro Cultural da Terceira Idade do Grémio Lisbonense;
- Espanha, cronista, tendo escrito dos jornais: "Diário Dezasseis"; publicações especializadas "Toro" e”Toros 92"; participou, em Sevilha, em 1983, no curso de Cultura e bagos, Tauromaquia organizado pela Universidade Menendez Pelayo.
- Foi sócio da Associação Cultural Taurina de Madrid e no México, cronista, tendo muitos artigos publicados em jornais da especialidade.
- Na área da sociologia, participou no simpósio Religião e ideal Maçónico, organizado pela Universidade Nova de Lisboa, em Março de 1994; no Seminário Internacional de Tauromaquias Populares organizado pelo Instituto de Sociologia e Etnologia das Religiões e o Centro de Investigação e Estudos de Sociologia, em Abril de 1995; nos Cursos de Verão da Universidade Complutense de Madrid no Escorial sobre Maçonaria e Religião, em Junho de 1995, a convite do Padre António Ferrer Benimeli e nas conferências (1996) organizadas pelo CETAD - Centro de Estudos Tradicionais Afonso Domingues, tendo apresentado "Mensagem e Filosofia da Maçonaria para o ano 2000".
- Grão-Mestre Honorário "Ad Vitam" da Grande Loja da Roménia
- Medalha de ouro da Grande Loja Nacional Francesa